# 猿岡山城
猿岡山城（さるおかやまじょう）は、紀伊国（現・和歌山県紀の川市粉河）にあった日本の城。別名、粉河城。

## 概要
1573年（天正元年）、根来寺と並んで紀ノ川流域に勢力があった粉河寺が寺の防衛のために境内南側の猿岡山（現・秋葉山）に築城。1585年（天正13年）の紀州征伐の後、紀伊国粉河に封じられた藤堂高虎が粉河寺を牽制するために入城し、改築した。山城で南側に流れる中津川を堀として代用した城で、高虎が伊予国宇和島に移封された後、廃城となる。隣接する粉河寺を一望できる。
現在は秋葉公園として整備され、曲輪のみが残されている。公園内に城跡を示す石碑と説明文がある。